# Jolene Jacobs
Jolene Jacobs (sinh ngày 24 tháng 3 năm 1992) là một vận động viên người Namibia. Cô đã thi đấu ở nội dung 60 mét nữ tại Giải vô địch trong nhà thế giới IAAF 2018.